# 鬼点睛
『鬼点睛』（おにてんせい、ONI-TENSEI）は、2000年にアダルトアニメレーベルであるAIC×GREEN BUNNYから発売されたアダルトアニメシリーズ。『御先祖賛江』シリーズのスタッフが再結集して制作され、山口亮太が脚本を担当する。全4話で、各話約30分。

## ストーリー
ある暴力団の事務所で保護された少女・のぞみの背中には鬼の刺青があった。その刺青は、のぞみとかかわった男を惨殺し、女を凌辱していった。過酷な境遇の中、女刑事・麗子はのぞみを護ろうと誓う。
そんな中、刺青師・彫鬼の元弟子である白馬は、のぞみの背の鬼の刺青を探し求め、人を殺しては刺青をはぎ取っていった。そして、のぞみを見つけ、彼女にわいせつな行為をして無理やり性的興奮を高ぶらせ、彼女の背中の鬼の刺青を実体化させる。だが、鬼の刺青は暴走して白馬を襲った。一命をとりとめた白馬は病院に搬送されたが、精神的なショックから、見舞いに来た麗子とのぞみに対して心を閉ざしてしまった。それでも、麗子はなんとか彫鬼の情報を手に入れるが、そこへ準が現れ、のぞみの背中の鬼を封じたと同時に、のぞみの心を失わせてしまった。そして、麗子の抗議を無視した準がのぞみを弄ぶ中、のぞみに変化が訪れた。

## 登場人物
のぞみ
背中に鬼の刺青を封じられた美少女。
麗子
のぞみを保護する女刑事。
白馬
刺青師・彫鬼の元弟子で、師匠に破門された過去を持つ。
準
のぞみを追う謎の少女。

## スタッフ
- 監督：近藤信宏
- 構成・脚本：山口亮太
- キャラクターデザイン：宮藤仁義
- 演出：宮坂とおる
- 作画監督：向山祐治
- 美術監督：長尾仁
- 制作：AIC
- 制作協力：スタジオガゼル
- 製作：グリーンバニー

## パッケージ
DVDとVHSで発売された。
- 鬼点睛 第一話「鬼 (のぞみ)」 2000年3月25日発売 DVD:GBBH-1021/VHS:GBVH-1021
- 鬼点睛 第二話「天使 (はくま)」 2000年5月25日発売 DVD:GBBH-1022/VHS:GBVH-1022
- 鬼点睛 第三話「辯戈天 (じゅん)」 2000年7月25日発売 DVD:GBBH-1023/VHS:GBVH-1023
- 鬼点睛 第四話「麗子」 2000年9月25日発売 DVD:GBBH-1024/VHS:GBVH-1024